# Jan Jursa
Jan Jursa (27. srpna 1853 Postřelmov – 21. srpna 1938 Praha) byl český učitel a pedagog, autor slabikářů, učebnic češtiny a čítanek.

## Život a působení
Od roku 1899 vycházel „Slabikář“ s kresbami Mikoláše Alše („Alšův slabikář“, 9 vydání), na němž Jursa spolupracoval s A. Frumarem. Roku 1916, už po Frumarově smrti, vyšel nový „Slabikář B“ s barevnými obrázky A. Kašpara (10 vydání do roku 1927). Roku 1932 vydal Jursa „Nový slabikář“, kde Alšovy a Kašparovy obrázky zkombinoval. Jursa pak spolupracoval s Josefem Sulíkem a později jako redaktor učebnic hlavně s Josefem Müllerem. 